# Red Bull Air Race World Championship 2016
Red Bull Air Race World Series 2016 był jedenastym sezonem Red Bull Air Race.

## Piloci

### Master Class
| Master Class | Master Class      | Master Class             | Master Class             |
| Nr.          | Pilot             | Samolot                  | Rundy                    |
| ------------ | ----------------- | ------------------------ | ------------------------ |
| 5            | Cristian Bolton   | Zivko Edge 540 V2        | 7–8                      |
| 8            | Martin Šonka      | Zivko Edge 540 V3        | Wszystkie                |
| 9            | Nigel Lamb        | MX Aircraft MXS-R        | Wszystkie                |
| 11           | Mikaël Brageot    | Master Mentoring Program | Master Mentoring Program |
| 12           | François Le Vot   | Zivko Edge 540 V2        | Wszystkie                |
| 10           | Kirby Chambliss   | Zivko Edge 540 V3        | Wszystkie                |
| 18           | Petr Kopfstein    | Zivko Edge 540 V3        | Wszystkie                |
| 21           | Matthias Dolderer | Zivko Edge 540 V3        | Wszystkie                |
| 22           | Hannes Arch       | Zivko Edge 540 V3        | 1–6                      |
| 26           | Juan Velarde      | Zivko Edge 540 V2        | Wszystkie                |
| 27           | Nicolas Ivanoff   | Zivko Edge 540 V2        | Wszystkie                |
| 31           | Yoshihide Muroya  | Zivko Edge 540 V3        | Wszystkie                |
| 37           | Peter Podlunšek   | Zivko Edge 540 V2        | Wszystkie                |
| 84           | Pete McLeod       | Zivko Edge 540 V3        | Wszystkie                |
| 95           | Matt HWszystkie   | MX Aircraft MXS-R        | 1–7                      |
| 99           | Michael Goulian   | Zivko Edge 540 V2        | Wszystkie                |

### Challenger Cup
| Nr. | Pilot           | Rundy       |
| --- | --------------- | ----------- |
| 33  | Mélanie Astles  | 2-8         |
| 77  | Francis Barros  | 1–3         |
| 62  | Florian Bergér  | 1–2, 4–6, 8 |
| 5   | Cristian Bolton | 1–5         |
| 48  | Kevin Coleman   | 1–3, 5–8    |
| 6   | Luke Czepiela   | 1, 3–4, 6–8 |
| 24  | Ben Murphy      | 1, 3–8      |
| 17  | Daniel Ryfa     | 1–2, 4–6, 8 |

Wszyscy piloci Challenge używają samolotu Extra E-330LX

## Kalendarz zawodów
| Runda | Państwo                      | Miejscowość                          | Data               | Zwycięzca kwalifikacji             | Zwycięzca wyścigu                  | Zwycięzca w klasie Challenge       |
| ----- | ---------------------------- | ------------------------------------ | ------------------ | ---------------------------------- | ---------------------------------- | ---------------------------------- |
| 1     | Zjednoczone Emiraty Arabskie | Abu Dhabi                            | 11–12 marca        | Matt Hall                          | Nicolas Ivanoff                    | Daniel Ryfa                        |
| 2     | Hannes Arch                  | Red Bull Ring, Spielberg             | 23–24 kwietnia     | Juan Velarde                       | Matthias Dolderer                  | Florian Bergér                     |
| 3     | Japonia                      | Makuhari, Chiba                      | 4–5 czerwca        | odwołany                           | Yoshihide Muroya                   | Cristian Bolton                    |
| 4     | Węgry                        | Budapest                             | 16–17 lipca        | odwołany                           | Matthias Dolderer                  | Daniel Ryfa                        |
| 5     | Wielka Brytania              | Ascot Racecourse, Ascot              | 13–14 sierpnia     | Matthias Dolderer                  | Matt Hall                          | Kevin Coleman                      |
| 6     | Niemcy                       | EuroSpeedway Lausitz, Klettwitz      | 3–4 września       | Nigel Lamb                         | Matt Hall                          | Florian Bergér                     |
| 7     | Stany Zjednoczone            | Indianapolis Motor Speedway, Indiana | 1–2 października   | Yoshihide Muroya                   | Matthias Dolderer                  | Luke Czepiela                      |
| 8     | Stany Zjednoczone            | Las Vegas Motor Speedway, Las Vegas  | 15–16 października | Anulowane z powodu silnych wiatrów | Anulowane z powodu silnych wiatrów | Anulowane z powodu silnych wiatrów |

## Wyniki

### Master Class
| Pozycja | 1  | 2 | 3 | 4 | 5 | 6 | 7 | 8 | 9–12 |
| Punkty  | 12 | 9 | 7 | 5 | 4 | 3 | 2 | 1 | 0    |

| Mj. | Pilot             | ABU  | SPE | CHI | BUD | ASC | LAU | FTW | LVG | Punkty |
| --- | ----------------- | ---- | --- | --- | --- | --- | --- | --- | --- | ------ |
| 1   | Matthias Dolderer | 2    | 1   | 8   | 1   | 2   | 2   | 1   | C   | 80.25  |
| 2   | Matt Hall         | 9    | 5   | 7   | 3   | 1   | 1   | 4   |     | 55.75  |
| 3   | Hannes Arch †     | EX * | 2   | 6   | 2   | 3   | 5   |     |     | 41     |
| 4   | Nigel Lamb        | 11   | 3   | 4   | 6   | 6   | 10  | 2   | C   | 37.75  |
| 5   | Nicolas Ivanoff   | 1    | 7   | DNS | 7   | 7   | 7   | 6   | C   | 35     |
| 6   | Yoshihide Muroya  | 8    | 13  | 1   | 5   | 8   | 14  | 5   | C   | 31.5   |
| 7   | Martin Šonka      | DSQ  | 9   | 2   | 13  | 5   | 4   | 7   | C   | 31     |
| 8   | Pete McLeod       | 7    | 4   | 12  | 9   | 13  | 3   | 3   | C   | 30.5   |
| 9   | Kirby Chambliss   | 5    | 6   | 3   | 4   | 9   | 8   | DSQ | C   | 30.25  |
| 10  | Michael Goulian   | 6    | 10  | 13  | 10  | 4   | 6   | 10  | C   | 19.75  |
| 11  | Juan Velarde      | 10   | 14  | 5   | 8   | 11  | 9   | 8   | C   | 14.25  |
| 12  | François Le Vot   | 3    | 12  | 10  | 14  | 12  | 12  | 12  | C   | 10     |
| 13  | Peter Podlunšek   | 12   | 8   | 11  | 11  | 10  | 13  | 11  | C   | 4      |
| 14  | Petr Kopfstein    | 13   | 11  | 9   | 12  | 14  | 11  | 9   | C   | 4      |
| 15  | Cristian Bolton   |      |     |     |     |     |     | 13  | C   | 0      |

### Challenger Cup
| Pozycja | 1  | 2 | 3 | 4 | 5 | 6 |
| Punkty  | 10 | 8 | 6 | 4 | 2 | 0 |

| Mj. | Pilot           | ABU | SPE | CHI | BUD | ASC | LAU | FTW | LVG | Punkty |
| --- | --------------- | --- | --- | --- | --- | --- | --- | --- | --- | ------ |
| 1   | Florian Bergér  | 3   | 1   |     | 4   | 2   | 1   |     | C   | 28     |
| 2   | Daniel Ryfa     | 1   | 3   |     | 1   | 5   | 4   |     | C   | 26     |
| 3   | Kevin Coleman   | 2   | 2   | 2   |     | 1   | 6   | 4   | C   | 26     |
| 4   | Luke Czepiela   | 5   |     | 3   | 3   | 2   | 2   | 1   | C   | 26     |
| 5   | Cristian Bolton |     | 4   | 1   | 6   | 3   |     |     |     | 20     |
| 6   | Ben Murphy      | 4   |     | 5   | 2   | 6   | 3   | 3   | C   | 20     |
| 7   | Mélanie Astles  |     | 6   | 4   | 5   | 4   | 5   | 2   | C   | 16     |
| 8   | Francis Barros  | DSQ | 5   | 6   |     |     |     |     |     | 2      |